# Mid-Canterbury Rugby Football Union
Maillots
Dernière mise à jour : 26 octobre 2015.
La Mid-Canterbury Rugby Football Union  est une fédération provinciale de rugby à XV néo-zélandaise, basée à Ashburton sur l’Île du Sud. Son équipe fanion participe à la troisième division des compétitions provinciales du pays, le Heartland Championship. 

## Historique
En 1879, la fédération de Canterbury est créée. Elle se scinde en 1888 avec la fondation de South Canterbury. Celle-ci à son tour se scinde en deux en 1904 pour donner naissance à une sous-fédération, la Ashburton County Rugby Football Sub-Union, mais dès 1905, celle-ci préfère se placer sous l’égide de la Canterbury Rugby Football Union. Ses joueurs évoluent alors en maillots noirs ornés d’une bande horizontale blanche et shorts blancs. En 1927, elle devient fédération provinciale à part entière. Elle prend le nom de Mid-Canterbury en 1952 et adopte les couleurs vert et jaune.

## Palmarès

### Championnat des provinces
- National Provincial Championship (NPC), deuxième division, division Sud : 
  - Vainqueur (1) : 1980
- National Provincial Championship (NPC), troisième division : 
  - Vainqueur (2) : 1994, 1998
- Heartland Championship, Meads Cup : 
  - Vainqueur (2) : 2013, 2014
  - Finaliste (2) : 2008, 2009

### Ranfurly Shield
Mid-Canterbury a tenté à douze reprises de remporter le Ranfurly Shield, sans succès, dont sept fois contre le puissant voisin de Canterbury.
| Année | Adversaire       | Score |
| 1933  | Canterbury       | 31-7  |
| 1938  | Southland        | 20-16 |
| 1939  | Southland        | 50-00 |
| 1956  | Canterbury       | 14-6  |
| 1958  | Taranaki         | 16-00 |
| 1970  | Canterbury       | 28-08 |
| 1973  | Marlborough      | 36-9  |
| 1983  | Canterbury       | 28-00 |
| 1985  | Canterbury       | 17-7  |
| 1989  | Auckland         | 66-00 |
| 1995  | Canterbury       | 64-19 |
| 2002  | Canterbury       | 78-10 |
| 2014  | Counties Manukau | 46-10 |
| 2015  | Hawke's Bay      | 57-12 |

### All Blacks
Trois joueurs de Mid-Canterbury ont été capés pour les All Blacks.
- Denis Cameron
- Grant Perry
- Jock Ross